# Lisa Mari Presli
Lisa Mari Presli (Memfis, 1. februar 1968 — Kalabasas, 12. januar 2023) bila je američka pevačica i kompozitorka, ćerka Elvisa Preslija.

## Biografija
Rođena je 1. februara 1968. u Memfisu, od muzičara i glumca Elvisa Preslija i majke Prisile Vagner, poznata kao princeza rok en rola. Roditelji su joj se razveli kada je imala 5 godina, od tada živela je sa majkom u Los Anđelesu. Kada je imala 9 godina, kralj Elvis je umro. I dan danas pati za njim. Čak je i svom sinu htela da da njegovo ime, ali njena majka Prisila to nije odobrila. Princeza Lisa Mari Prisli, udavala se čak četiri puta. Prvi put se udala za Denija Kioa, 1988. godine. Iz tog braka ima ćerku Danijel Rajli Kio (1989) i sina Bendžamina Storma Kio (1992). Deni i Lisa su se razveli 1994, a ona se iste godine preudala za Majkla Džeksona. Majkl i Lisa su se razveli 1996. Treći put se udala za glumca Nikolasa Kejdža, 2002. godine, ovaj brak je trajao 108 dana. Zvanično su se razveli 2004. Četvrti put se udala za producenta Majkla Lokvuda, 2006. godine, a 2008. su dobili bliznakinje Finli Aron Lav Lokvud i Harper Vivijen En Lokvud. 13. juna 2016. Lisa Mari je podnela zahtev za razvod braka, a kao razlog je navela da je Majkl krao bogatstvo Elvisa.

## Literatura
- Taraborrelli, J. Randy (2004). The Magic and the Madness. Terra Alta, WV: Headline. ISBN 978-0-330-42005-1.
- Finstad, Suzanne (2006). Child Bride: The Untold Story of Priscilla Beaulieu Presley. Terra Alta, WV: Headline. ISBN 978-0-307-33695-8.

## Spoljašnje veze
- Official Website Архивирано на веб-сајту  (1. новембар 2020) (језик: енглески)
- Lisa Marie Presley with Diane Sawyer – 2004 interview (језик: енглески)